# Кутенхольц
Кутенхольц (нем. Kutenholz) — община в Германии, в земле Нижняя Саксония.
Входит в состав района Штаде. Подчиняется управлению Фреденбек. Население составляет 4761 человек (на 31 декабря 2010 года). Занимает площадь 68,17 км².
Коммуна подразделяется на 5 сельских округов.

Кутенхольц